# Kabinett Bauer
Das Kabinett Bauer war ein Kabinett der Reichsregierung unter Vorsitz Gustav Bauers (SPD) in der Zeit der Weimarer Republik. Es wurde gebildet, nachdem das Kabinett Scheidemann im Juni 1919 an der Frage der Unterzeichnung oder Nichtunterzeichnung des Versailler Vertrages zerbrochen war. Die ausgeschiedene DDP trat erst im Oktober 1919 wieder in die Regierung ein und stellte somit die Weimarer Koalition wieder her. Infolge des Kapp-Putsches wurde die Regierung am 26. März 1920 zum Rücktritt gezwungen und vom Kabinett Müller I abgelöst.

## Zusammensetzung
| Kabinett Bauer 21. Juni 1919 bis 27. März 1920                                                                         | Kabinett Bauer 21. Juni 1919 bis 27. März 1920 | Kabinett Bauer 21. Juni 1919 bis 27. März 1920 | Kabinett Bauer 21. Juni 1919 bis 27. März 1920 | Kabinett Bauer 21. Juni 1919 bis 27. März 1920 |
| Amt | Porträt                                        | Name                                           | Partei                                         | Partei                                         |
| --- | ---------------------------------------------- | ---------------------------------------------- | ---------------------------------------------- | ---------------------------------------------- |
| Ministerpräsident (ab 14. August 1919) Reichskanzler                                                                   |                                                | Gustav Bauer                                   |                                                | SPD                                            |
| Stellvertreter des Ministerpräsidenten bzw. des Reichskanzlers                                                         |                                                | Matthias Erzberger (bis 3. Oktober 1919)       |                                                | Zentrum                                        |
| Stellvertreter des Ministerpräsidenten bzw. des Reichskanzlers                                                         |                                                | Eugen Schiffer                                 |                                                | DDP                                            |
| Auswärtiges Amt |                                                | Hermann Müller                                 |                                                | SPD                                            |
| Inneres |                                                | Eduard David (bis 3. Oktober 1919)             | SPD                                            |                                                |
| Inneres |                                                | Erich Koch-Weser                               |                                                | DDP                                            |
| Justiz |                                                | Eugen Schiffer (ab 3. Oktober 1919)            | DDP                                            |                                                |
| Finanzen |                                                | Matthias Erzberger (bis 12. März 1920)         |                                                | Zentrum                                        |
| Finanzen |                                                | Joseph Wirth                                   | Zentrum                                        |                                                |
| Wirtschaft |                                                | Rudolf Wissell (bis 15. Juli 1919)             |                                                | SPD                                            |
| Wirtschaft |                                                | Robert Schmidt                                 | SPD                                            |                                                |
| Ernährung | SPD                                            | Robert Schmidt                                 |                                                |                                                |
| Arbeit |                                                | Alexander Schlicke                             | SPD                                            |                                                |
| Reichswehr |                                                | Gustav Noske (bis 22. März 1920)               | SPD                                            |                                                |
| Verkehr |                                                | Johannes Bell                                  |                                                | Zentrum                                        |
| Post |                                                | Johannes Giesberts                             | Zentrum                                        |                                                |
| Schatz |                                                | Wilhelm Mayer (bis 30. Januar 1920)            | Zentrum                                        |                                                |
| Kolonien |                                                | Johannes Bell (bis 7. November 1919)           | Zentrum                                        |                                                |
| Reichsminister ohne Geschäftsbereich                                                                                   |                                                | Eduard David (ab 3. Oktober 1919)              |                                                | SPD                                            |
| Wiederaufbau |                                                | Otto Geßler (ab 25. Oktober 1919)              |                                                | DDP                                            |
| Preußischer Kriegsminister bis 1. Oktober 1919, danach Chef der Heeresleitung (mit Sitz, aber ohne Stimme im Kabinett) |                                                | Walther Reinhardt                              |                                                | parteilos                                      |
| Chef der Admiralität (mit Sitz, aber ohne Stimme im Kabinett)                                                          |                                                | Adolf von Trotha (ab 27. März 1919)            | parteilos                                      |                                                |